# S.C. Sørensen
S.C. Sørensen eller blot SCS var en dansk stål- og vvs-grossist, der havde hovedsæde ved Randersbro i det centrale Randers. Som følge af valutaspekulationer gik virksomheden konkurs i 1992, men blev senere rekonstrueret og fusioneret med Lemvigh-Müller A/S.
Virksomheden blev grundlagt af Søren Christian Sørensen i Randers i 1893. SCS udviklede sig til en landsdækkende virksomhed og blev en stor leverandør af artikler til bl.a. vvs-branchen. I 1985 overtog selskabet plastproducenten Dukadan. Efterfølgende blev Anders Hallen Pedersen, der tidligere var medejer af Dukadan, direktør i SCS-koncernen.
Som følge af at virksomheden havde investeret i risikofyldte derivater, gik datterselskabet SCS Finans konkurs 18. september 1992, og 28. september 1992 meddelte holdingselskabet, SCS Holding, at det gik i betalingsstandsning. Virksomhedens tab blev senere opgjort til 850 mio. kr., og egenkapitalen på 109 mio. kr. måtte også afskrives.
Det lykkedes at redde de 550 arbejdspladser i virksomheden, da man i december 1992 udskilte selve stålkoncernen under navnet SCS Jernkontoret fra SCS Holding. Hovedejerne af det nye selskab var Unibank og Den Danske Bank, der konverterede 140 mio. kr., de havde til gode, til ny aktiekapital i det nye selskab, S.C. Sørensen A/S, der blev etableret i januar 1993. Det betød, at bankerne til sammen ejede 57 procent af aktierne i selskabet. Bankernes reelle tilgodehavende var dog langt større end 140 mio. – Unibank alene havde 300-500 mio. kr. til gode, mens Den Danske Bank havde 175 mio. kr. i klemme. Amagerbanken, Varde Bank, Sydbank, Jyske Bank, Vestjysk Bank og Banque Paribas fra Frankrig havde til sammen 136 mio. kr. til gode.
Fra årsskiftet 1993 blev virksomheden markedsført som S.C. Sørensen A/S. I sit første regnskab havde det rekonstruerede selskab et underskud på 22,4 mio. kr.
Det endelige punktum i sagen blev først sat i 2002, hvor det sidste møde i skifteretten i Randers blev afholdt. Resultatet blev, at kreditorerne fik hele 89 pct. af deres tilgodehavender udbetalt.
Efter 2 år og en omfattende turn-around med nyt ejerskab, ny bestyrelse og direktion blev virksomheden i 1995 overtaget af Lemvigh-Müller A/S. Først i 2002 integreres virksomheden fuldt og helt i Lemvigh-Muller A/S. VVS-afdelingen blev allerede i 1989 solgt fra til af Brødrene Dahl a/s, og der hvor S.C. Sørensens gamle centrallager lå i Randers, har Brødrene Dahl a/s i dag sit centrallager.